# Liste der Serie-A-Torhüter des Jahres (Italien)
Der Titel Serie A Torhüter des Jahres war ein von 1997 bis 2010 jährlich von der Associazione Italiana Calciatori vergebener Preis für den besten Torhüter der Serie A. Die Auszeichnung war Teil der sogenannten Oscar del Calcio.

## Alle Sieger
| Jahr | Spieler          | Verein                  |
| ---- | ---------------- | ----------------------- |
| 1997 | Angelo Peruzzi   | Juventus Turin          |
| 1998 | Angelo Peruzzi   | Juventus Turin          |
| 1999 | Gianluigi Buffon | AC Parma                |
| 2000 | Francesco Toldo  | AC Florenz              |
| 2001 | Gianluigi Buffon | AC Parma Juventus Turin |
| 2002 | Gianluigi Buffon | Juventus Turin          |
| 2003 | Gianluigi Buffon | Juventus Turin          |
| 2004 | Gianluigi Buffon | Juventus Turin          |
| 2005 | Gianluigi Buffon | Juventus Turin          |
| 2006 | Gianluigi Buffon | Juventus Turin          |
| 2007 | Angelo Peruzzi   | Lazio Rom               |
| 2008 | Gianluigi Buffon | Juventus Turin          |
| 2009 | Júlio César      | Inter Mailand           |
| 2010 | Júlio César      | Inter Mailand           |